# شادو أوف ذا توم ريدر

صورة من بداية مراحلها الأولى من اللعبة

ظل لصة القبور ؛ شادو أوف ذا تومب رايدر (بالإنجليزية: Shadow of the Tomb Raider)‏، هي لعبة فيديو من نوع منصات ومغامرات، أعلن سكوير إنكس عن لعبته الجديدة في شهر مارس 2018، وسيتم إصدار اللعبة بتاريخ 14 سبتمبر 2018، وتعمل على منصات بلاي ستيشن 4، إكس بوكس ون ومايكروسوفت ويندوز، حيث تدعم اللغة العربية ترجمة وقوائم ودبلجة للغة العربية الفصحى. وأدت اللبنانية نادين نجيم صوت البطلة «لارا كروفت» باللغة العربية.
تدور أحداث اللعبة بعد وقت قصير من أحداث رايز أوف ذا توم ريدر، وتتبع لارا كروفت قصتها وهي تغامر عبر المناطق الاستوائية في الأمريكتين إلى المدينة الأسطورية بايتيتي، وتقاتل منظمة ترينيتي شبه العسكرية وتتسابق لإيقاف نهاية عالم المايا التي أطلقتها. يجب على لارا اجتياز البيئة ومحاربة الأعداء بالأسلحة النارية والتخفي أثناء استكشافها البيئة شبه المفتوحة. في هذه المحاور، يمكنها مداهمة مقابر التحدي لفتح مكافآت جديدة، وإكمال المهام الجانبية، والبحث عن الموارد التي يمكن استخدامها لصنع مواد مفيدة.
بدأ التطوير اللعبة عام 2015 بعد الانتهاء من النسخة السابقة، التي استمرت حتى يوليو 2018، وقد تم تصميم شادو أوف ذا تومب رايدر لإنهاء رحلة لارا التي بدأت في عام 2013، بالموضوع الرئيسي يتمثل في النزول عبر بيئة الغابة ثم إلى داخلها. استند الإعداد والسرد إلى أساطير المايا والأزتيك، مع استشارة الفريق للمؤرخين لإنشاء الهندسة المعمارية وشعب بايتيتي. تم تعديل طريقة اللعب بناءً على ملاحظات المعجبين ورغبات إيدوس مونتريال، حيث تم دمج السباحة والتصارع مع زيادة صعوبة الخياطة. عادت كاميلا لودينجتون لتقديم عمل التقاط الصوت والحركة لارا.
تم إصدار شادو أوف ذا تومب رايدر باعتبارها النسخة الأخيرة في ثلاثية لارا كروفت الأصلية، وتلقت تعليقات إيجابية بشكل عام من النقاد، مع إشادة خاصة بتركيز اللعبة على مقابر التحدي والألغاز، على الرغم من أن البعض شعر أن أسلوب اللعب في السلسلة أصبح قديمًا ومفتقدًا للابتكار. شحنت اللعبة في النهاية أكثر من أربعة ملايين نسخة حول العالم.